# アルバート・W・グラント (駆逐艦)
アルバート・W・グラント (USS Albert W. Grant, DD-649) は、アメリカ海軍の駆逐艦。フレッチャー級駆逐艦の1隻。艦名は第一次世界大戦で活躍したアルバート・W・グラント中将にちなむ。

## 艦歴
「アルバート・W・グラント」はサウスカロライナ州ノースチャールストンのチャールストン海軍工廠で1942年12月30日に起工し、1943年5月29日にグラント中将の孫娘であるニール・プレストン・グラント夫人によって進水した。艦長T・A・ニースワーナー中佐の指揮の下1943年11月24日に就役する。
就役後、バミューダ諸島海域へのテスト航海のためチャールストン海軍工廠を出港し、1944年1月29日に帰投後、微修正が行われた。2月8日、空母「ホーネット (USS Hornet, CV-12) 」の護衛を兼ねてノーフォークを出港し、パナマ運河を経てサンディエゴでほかの艦船を加え、3月4日に真珠湾に到着した。4月4日、「アルバート・W・グラント」はホーランジアの戦いを支援する第58任務部隊（マーク・ミッチャー中将）に加わるため真珠湾を出港し、マジュロに向かう。4月21日から29日にかけて哨戒任務にあたる一方、上陸部隊の援護を行う。第58.3任務群に加入して4月29日にトラック諸島を含むカロリン諸島への攻撃を終えたのち、5月2日にマジュロに到着して5月11日に真珠湾に帰投した。
短い休暇のあと、「アルバート・W・グラント」は5月29日にエニウェトク環礁に向けて出港し、来るマリアナ・パラオ諸島の戦いの準備を終えたのち、6月11日にエニウェトクを出撃してサイパンの戦いに加わる。6月15日の上陸戦開始当日は火力支援を担当した。続いてテニアンの戦いでも支援を行い、7月29日に当該水域を離れて8月2日にエニウェトクに帰投。短期間停泊ののち、8月22日にツラギ島パーヴィス湾へ向けて出港した。9月6日、第32.5任務群に加わってツラギ島を出撃し、ペリリューの戦いとアンガウルの戦いに9月29日までの2週間に参戦。マヌス島に後退ののち、10月12日には第77.2任務群の一艦として出撃。10月17日、高速輸送艦「クロスビー(USS Crosby, APD-17) 」」を護衛してレイテ湾口スルアン島に接近し、レイテ島の戦いの先駆けとなした。以降、10月24日まで火力支援に従事した。
10月24日夜、「アルバート・W・グラント」は第77.2任務群とともにスリガオ海峡に向かい、北上してくる西村祥治中将率いる日本艦隊を迎撃することとなった。戦艦と巡洋艦群が日本艦隊の頭を押さえる丁字戦法で迎撃し、駆逐艦は合間を縫って突撃。戦艦と巡洋艦の砲撃が終わったあと、第56駆逐隊旗艦「ニューコム (USS Newcomb, DD-586) 」「リチャード・P・リアリー (USS Richard P. Leary, DD-664) 」に続いて、砲撃戦が終わった時点での日本艦隊の残存艦であった戦艦「山城」、重巡洋艦「最上」および駆逐艦「時雨」に向かって正面から突撃した。「アルバート・W・グラント」と「ニューコム」「リチャード・P・リアリー」は距離約5,600メートルから魚雷をそれぞれ5本発射、うち1本は「山城」に命中したと判定される。これは世界戦史上最後の戦艦への駆逐艦の突撃であったが、断末魔の「山城」からの反撃を受けて予定よりも早く北上に移った。「アルバート・W・グラント」はこの時、魚雷を5本発射して「ニューコム」と「リチャード・P・リアリー」に続こうとしたが、魚雷発射直後に「山城」からの副砲弾がおよそ7発も命中し、被害拡大を防ぐため残りの魚雷を急遽投棄した。ところが、ここで間の悪いことに味方の軽巡洋艦「デンバー (USS Denver, CL-58) 」と「コロンビア (USS Columbia, CL-56) 」からのものと思われる砲弾も11発命中。レーダーで敵味方の分別がつかなくなっていた。命中弾とその弾を発射した艦の関係はもはやわからないが、「アルバート・W・グラント」は船体前部に2発が命中して浸水し始めたほか、40ミリ機関砲、前部煙突、前部機関室、船体中央部の厨房と船体後部の居住区などに計22発も被弾し、火災が発生して動力も断たれてしまった。この敵味方からの砲弾により38名が戦死し、ニースワーナー艦長を含む104名が重軽傷を負った。人力操舵で辛うじて動けた「アルバート・W・グラント」に対して、海戦終了後に「ニューコム」と「リチャード・P・リアリー」が引き返して救難にあたり、「アルバート・W・グラント」は「ニューコム」に曳航されて戦場から後退した。おりからの台風を乗り切ってレイテ湾に到着し、10月30日に艦隊曳船「ヒダツァ (USS Hidasta, AT-102) 」の曳航によりレイテ湾を出港して真珠湾に向かい、マヌス島とマジュロを経由して11月29日に真珠湾に到着。さらにメア・アイランド海軍造船所に向かい、12月9日に到着して本格的な修理が行われた。
1945年3月11日、修理なった「アルバート・W・グラント」はメア・アイランド海軍造船所を出港して真珠湾に向かい、3月25日に到着。1か月間の訓練ののち、4月23日に出港してフィリピン水域に向かう。5月13日にレイテ湾に到着し、第7艦隊（トーマス・C・キンケイド大将）に編入され、ボルネオの戦いを観戦するダグラス・マッカーサー陸軍元帥が乗艦する軽巡洋艦「ボイシ (USS Boise, CL-47) の護衛艦となり、6月3日にマニラを出港してブルネイ湾の戦いに参加。ブルネイ湾で第78.1任務群と合流し、「ボイシ」を護衛して6月11日に出港して6月15日にマニラに帰投した。続いてバリクパパンの戦いにはせ参じ、6月27日にマニラ湾を出撃して6月30日から7月9日までバリクパパン沖で行動。7月14日にマニラに帰投後はマーシャル諸島方面に回航され、8月3日にエニウェトクに到着。アダックに向かい、フランク・J・フレッチャー中将率いる北太平洋軍に加わって8月15日の日本の降伏による北日本地域への進駐に参加する。9月8日から10日までは大湊に停泊し、11月中旬までは日本近海での占領任務に従事する。その後はアメリカに向かい、12月2日にシアトルに到着してオーバーホールを行った。
1946年7月16日、「アルバート・W・グラント」はサンディエゴで退役した。その後1971年4月14日に除籍され、1972年5月30日にスクラップとして解体された。
「アルバート・W・グラント」は第二次世界大戦の戦功で7個の従軍星章と太平洋戦線従軍記念リボンを受章した。

### サイト
- “DD-649 Albert W. Grant” (チェコ語). Naval War in Pacific 1941 - 1945.   valka.cz. 2012年12月18日閲覧。

### 印刷物
- 木俣滋郎『日本戦艦戦史』図書出版社、1983年。
- 木俣滋郎『日本水雷戦史』図書出版社、1986年。
- ジェームズ.J.フェーイー『太平洋戦争アメリカ水兵日記』三方洋子（訳）、NTT出版、1994年。ISBN 4-87188-337-X。
- 『世界の艦船増刊第43集　アメリカ駆逐艦史』、海人社、1995年。
- M.J.ホイットレー『第二次大戦駆逐艦総覧』岩重多四郎（訳）、大日本絵画、2000年。ISBN 4-499-22710-0。
- この記事はアメリカ合衆国政府の著作物であるDictionary of American Naval Fighting Shipsに由来する文章を含んでいます。 記事はここで閲覧できます。